# Kanal 5 (Denemarken)
Kanal 5 is een Deense televisiezender. De zender is eigendom van ProSiebenSat.1 Media. Kanal 5 zendt voornamelijk televisieseries en voetbal uit.
Enkele televisieprogramma's van Kanal 5 zijn Studio 60 on the Sunset Strip, Lost en CSI: NY.